# Stockholm Open 1976
Lo Stockholm Open 1976 è stato un torneo di tennis giocato sul cemento indoor. 
È stata la 8ª edizione dello Stockholm Open, del Commercial Union Assurance Grand Prix 1976.
Il torneo si è giocato al Kungliga tennishallen di Stoccolma in Svezia, dal 7 al 13 novembre 1976.

## Campioni

### Singolare
Mark Cox ha battuto in finale  Manuel Orantes con il punteggio di 4–6, 7–5, 7–6

### Doppio
Bob Hewitt /  Frew McMillan hanno battuto in finale  Tom Okker /  Marty Riessen ,6–4, 4–6, 6–4